# 藤春
藤春（学名：Alphonsea monogyna）为番荔枝科藤春属的植物，是中国的特有植物。分布在中国大陆的云南、广东、广西等地，生长于海拔400米至1,200米的地区，见于中海拔以下山地密林中及疏林中，目前尚未由人工引种栽培。

## 别名
山坝（海南）；金榕（海南万宁）；唛嫩（广西壮语）；咪翠岗、咪囤、咪念、米将子（广西）；阿芳（植物学名词审查本、海南植物志）；单果阿芳（中国植物学杂志）